# Gulfoceras
A Gulfoceras az emlősök (Mammalia) osztályának páratlanujjú patások (Perissodactyla) rendjébe, ezen belül az orrszarvúfélék (Rhinocerotidae) családjába tartozó fosszilis nem.

## Tudnivalók
A Gulfoceras Észak-Amerika területén élt a miocén kor elején, vagyis 23,03-20,4 millió évvel ezelőtt. Körülbelül 2,63 millió évig maradt fent.

## Rendszertani besorolása
A Gulfocerasnak Albright adta a nevét, 1999-ben. Ugyanabban az évben Albright az orrszarvúfélék családjába helyezi az állatot. Típusfaja a Gulfoceras westfalli.

## Fordítás
- Ez a szócikk részben vagy egészben  a   Gulfoceras című angol Wikipédia-szócikk ezen változatának fordításán alapul.  Az eredeti cikk szerkesztőit annak laptörténete sorolja fel. Ez a jelzés csupán a megfogalmazás eredetét és a szerzői jogokat jelzi, nem szolgál a cikkben szereplő információk forrásmegjelöléseként.